# Claudia Liliana González
Claudia Liliana González (Cali, 1969) é um atriz colombiana. Ficou conhecida em seu pais como pajarita, por seu papel na telenovela hasta que la plata nos separare de 2006.

## Filmografia

### Televisão
- Mujeres al límite
- Bermúdez
- Pocholo
- La ex
- Pecados capitales
- Luzbel está de visita
- Padres e hijos
- Marido y mujer
- Amores como el nuestro
- Solo una mujer
- Cazados
- Café con aroma de mujer
- Lazos mortales (1994)

### Cinema
- El paseo 3 (2013)

### Teatro
- La casita del placer